# Feldhockey-Afrikameisterschaft der Herren 2025
Die Feldhockey-Afrikameisterschaft der Herren 2025 ist die 12. Auflage der Feldhockey-Afrikameisterschaft. Sie soll vom 11. bis 18. Oktober 2025 im Suez Canal Authority Hockey Stadium in der ägyptischen Stadt Ismailia, gemeinsam mit der Afrikameisterschaft der Damen stattfinden. Titelverteidiger ist die Auswahl Südafrikas.
Der Afrikameister 2025 ist direkt für die Feldhockey-Weltmeisterschaft der Herren 2026 in Belgien und den Niederlanden qualifiziert.

## Teilnehmer
- Südafrika (Titelverteidiger)
- Ägypten (Gastgeber)
- Ghana
- Nigeria
- Kenia
- Uganda
- Namibia
- Sambia